# Mercurio (nome)
Mercurio  è un nome proprio di persona italiano maschile.

## Varianti
- Femminili: Mercuria[1]

### Varianti in altre lingue
- Inglese: Mercury[2][3]
- Latino: Mercurius[2][3]
  - Femminili: Mercuria

## Origine e diffusione

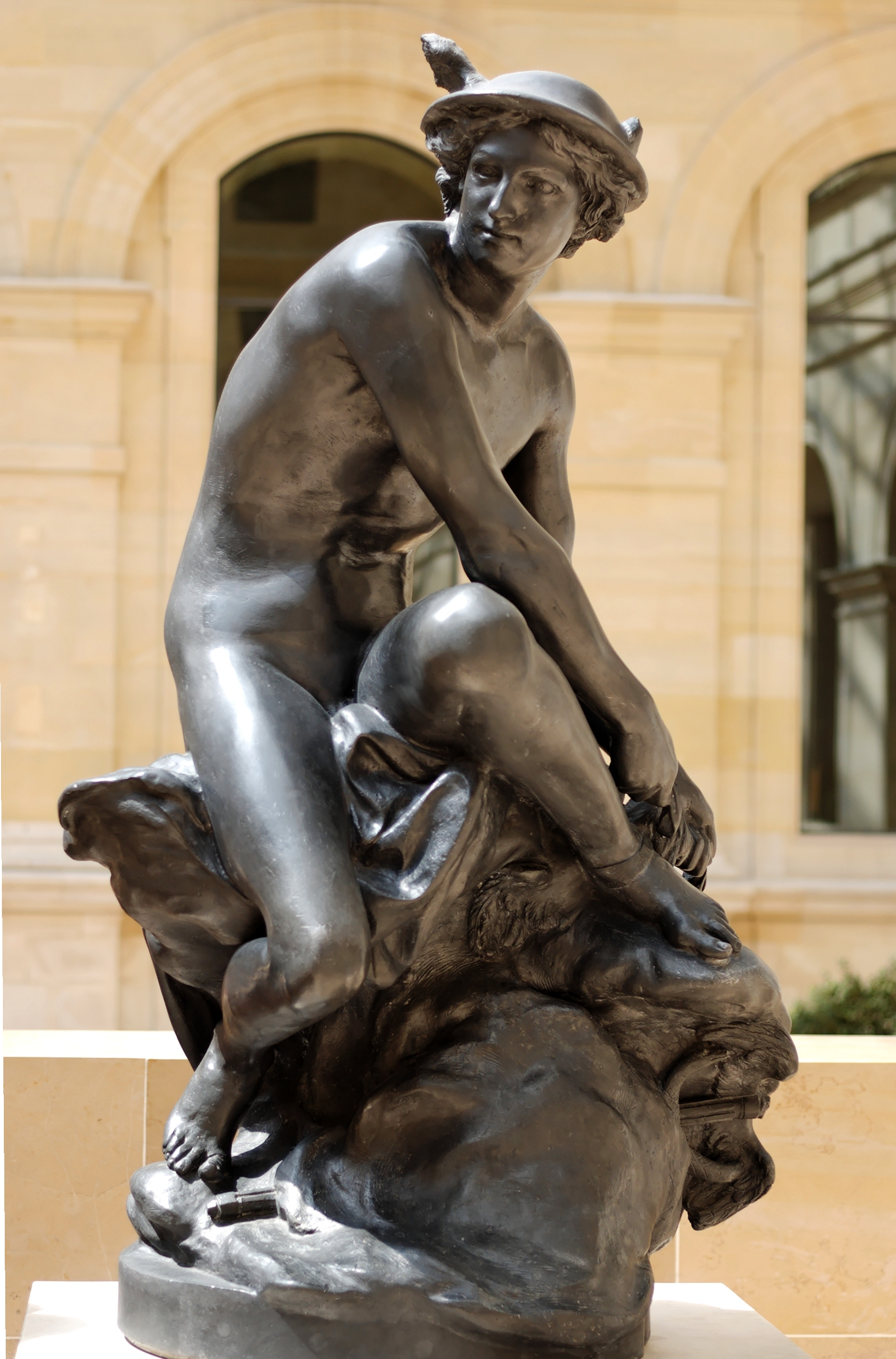
Mercurio si allaccia i suoi sandali alati, di Jean-Baptiste Pigalle

Deriva dal nome latino Mercurius, basato sulla radice merx, mercari, "mercanzia", "mercanteggiare" o merces, "salario"; il significato viene quindi talvolta indicato con "mercante". Potrebbe però anche essere di origine etrusca, ed aver subito solo dopo l'influenza di tali termini.
Mercurio era inizialmente il dio romano dei mercanti e dei ladri, più tardi associato al greco Ermes, messaggero degli dei e protettore dei viaggiatori: da lui prendono il nome sia il primo pianeta del sistema solare sia l'elemento chimico del mercurio, quest'ultimo in riferimento alla sua mobilità.
La diffusione del nome si ebbe in epoca romana, quando veniva dato ai bambini proprio in onore del dio Mercurio; anche con l'avvento del cristianesimo il nome mantenne una certa diffusione, grazie al culto di due santi così chiamati.
Il nome Mercuriale è un derivato di Mercurio.

## Onomastico
L'onomastico si festeggia solitamente il 25 novembre in onore di san Mercurio di Cesarea, soldato e martire a Cesarea in Cappadocia. Con questo nome si ricorda anche san Mercurio, martire a Lentini, commemorato il 10 dicembre, nonché santa Mercuria, martire assieme ad altri compagni sotto Decio, ricordata il 12 dicembre.

## Persone

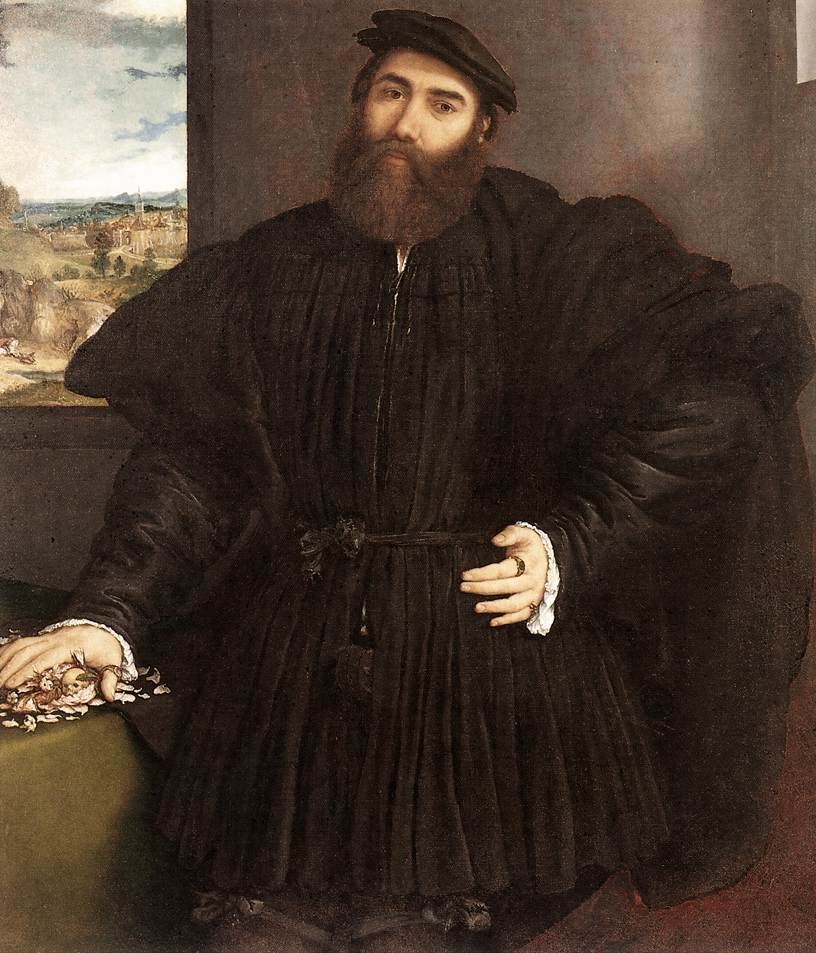
Mercurio Bua

- San Mercurio (Lentini), centurione romano
- Mercurio Baiardo, pittore italiano
- Mercurio Bua, condottiero e capitano di ventura albanese naturalizzato italiano
- Mercurio di Cesarea, santo anatolico
- Mercurio di Proietto, divenuto papa col nome di Giovanni II
- Mercurio di Sutri, vescovo italiano
- Mercurio Maria Teresi, arcivescovo cattolico italiano

## Il nome nelle arti
- Mercury, vero nome di Cessily Kincaid, è un personaggio dei fumetti pubblicato dalla Marvel Comics.